# CASBEE
CASBEE（キャスビー、建築環境総合性能評価システム）は、2001 年に国土交通省が主導し、（財）建築環境・省エネルギー機構内に設置された委員会によって開発された建築物の環境性能評価システムであり、常に改良を重ねている。地球環境・周辺環境にいかに配慮しているか、ランニングコストに無駄がないか、利用者にとって快適か等の性能を客観的に評価・表示するために使われている。評価対象となるのは、日本国内の新築・既存建築物である。
なお、建築物の環境性能を評価する制度はアメリカ・イギリスで従来から使われていた。

## 概要
CASBEE は、"Comprehensive Assessment System for Built Environment Efficiency" の頭文字をとったものである。建築物のサステナビリティ(持続可能性) への関心が集まる中、省エネルギーなどに限定された従来の環境性能よりも広い意味での環境性能を評価することが必要になってきたため開発された。このような評価方法はイギリス・カナダ・アメリカなどでは既に実用化されており、CASBEE 開発の参考ともなっている。
音環境や光・視環境、換気性能など住み心地に大きく関わる要素、ランニングコストの決め手となる冷暖房効率などは、建築物の商品価値として求められるもので、これらの客観的な評価を消費者が一覧できるという意義もある。実際、新築のマンションなどでも CASBEE による評価を前面に出して表示し、その価値をアピールすることがあり、地方自治体によっては高評価のプロジェクトに補助金を出すこともある。
また、近年企業の社会的責任(CSR)が強く要求されるようになり、特に大企業では新築する工場や自社ビルの環境負荷を軽減し、高評価を目指す設計が行われている。そして、自社が社会的責任を果たしている証左として、新築・改築にあたって CASBEE による高評価を受けたことを積極的に発表する向きもある。
しかし、いまだ一般的な認知度はあまり高いとはいえない。

## 評価用ツール
CASBEE の評価には、評価項目とその評点を列挙した4つの基本ツールと、個別の目的に応じた拡張ツールが用いられる。これらを総称して「CASBEEファミリー」と呼んでいる。
基本ツール
- CASBEE-企画(未整備)
- CASBEE-新築
- CASBEE-既存
- CASBEE-改修

拡張ツール
- CASBEE-すまい（戸建）
- CASBEE-HI（ヒートアイランド）
- CASBEE-まちづくり

## 評価の内容

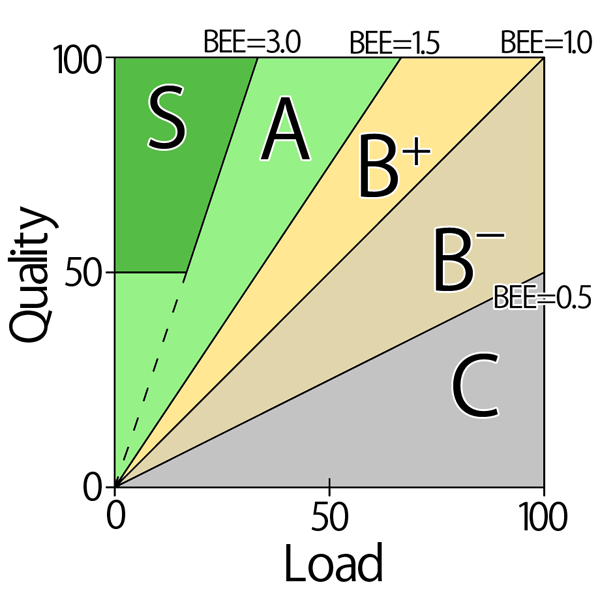
環境性能・環境負荷とランク

総合評価は「Sランク（素晴らしい）」「Aランク（大変良い）」「B+ランク（良い）」「B-ランク（やや劣る）」「Cランク（劣る）」の5段階の格付けになる。評価A以上がサステナブル建築として優良とみなされる。実際に評価を行うのは、「CASBEE評価員」として (財)建築環境・省エネルギー機構に登録された者であり、その受験には一級建築士であることが資格として必要である。
CASBEE は、省資源・省エネルギーなどの環境負荷削減や、景観や音環境への配慮といった品質を総合的に評価するものである。環境性能効率 (BEE, Building Environmental Efficiency) は、以下の計算式により求められる。環境負荷が小さく、品質・性能が優れているほど評価が高くなるわけである。
{\displaystyle BEE={\frac {Q(Quality)}{L(Load)}}}
Quality:環境性能の総合評価値, Load:環境負荷の総合評価値 
なお、評価の有効期限は3年間となっている。

## 評価事例
CASBEE により「Sランク（素晴らしい）」と評価された建築物には、以下のようなものがある。このランクに値するには、サステナビリティを特に意識し、環境工学的な工夫を凝らした設計を行うことが必要となる。
- 日本国際博覧会長久手日本館 (愛・地球博で使われたパビリオン)
- 2005年日本国際博覧会瀬戸日本館 (愛・地球博で使われたパビリオン)
- ゲートシティ大崎 (東京都品川区)
- みなとみらい21地区・40街区プロジェクト
- 竹中工務店東京本店
- リバー平野ガーデンズ(大阪市平野区)
- 銀座三井ビルディング
- ららぽーと柏の葉 (千葉県柏市)
- 松田平田設計本社ビル
- 日本橋三井タワー
- 広島銀行新本店ビル
- 三菱倉庫本店（東京都中央区）
- 獨協大学コミュニティスクエア[1]

(他の事例は CASBEE評価認証一覧 に掲載されている。)

## 日本国外の環境性能評価システムの例
CASBEE は、日本国内の新築・既存建築物を対象としたシステムであるが、同じような目的・内容を持つ評価システムが日本国外にも存在する。そもそも CASBEE 自体、イギリスの BREEAM やアメリカの LEED を追う形で開発されている。ここに、海外ですでに実用となっている環境性能評価システムを列挙する。
- en:BREEAM (イギリス)
- LEED (en:Leadership in Energy and Environmental Design) (アメリカ)
- en:Green Globes (アメリカ)
- GBTool (カナダ)